# 세우글로벌
세우글로벌(Sewoo Global Co. Ltd.)은 대한민국의 기업이다. 본사는 인천시 남구 염전로261번길 26-48(도화동)에 위치해 있으며 대표이사는 안백순이다. 세우글로벌은 사우디 기업인 사빅이노베이티브(SABIC Innovative plastic)의 한국 총판을 맡고 있다.

## 논란
2021년 감사의견으로 '의견거절'을 받아 관리종목으로 지정된 바 있다.

## 참고문헌
1. ↑  세우글로벌, 안백순 대표이사 체제로, 이데일리, 2023.05.17
2. ↑  세우글로벌, ‘네옴시티’ 관련주 영향으로 69.20% 상승, 이투데이, 2022-11-12
3. ↑  세우글로벌 주가 장중 상한가, 코스피 관리종목 지정 벗어나, 비즈니스포스트, 2022-03-31